# Semoir

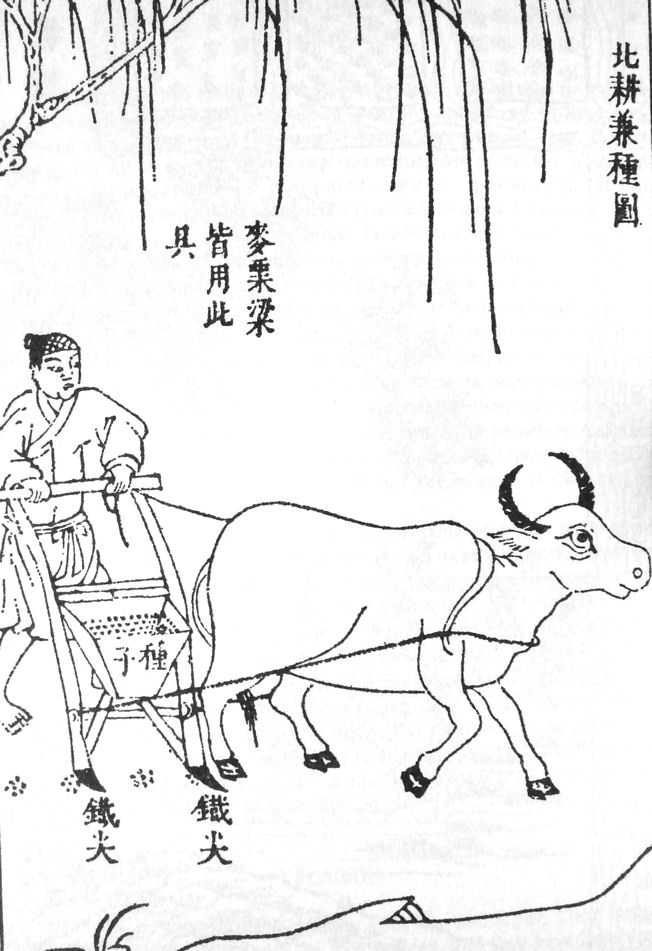
Semoir chinois (1637).

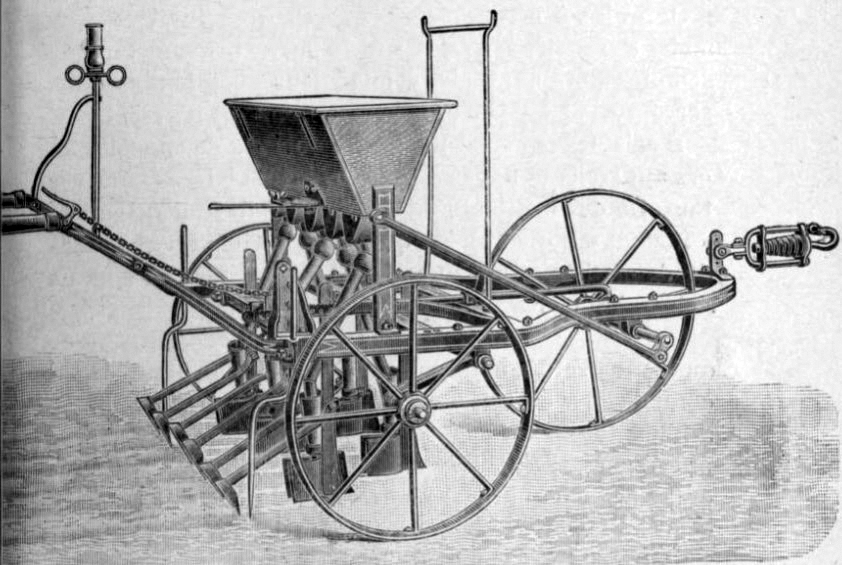
Semoir Huard, 1911.

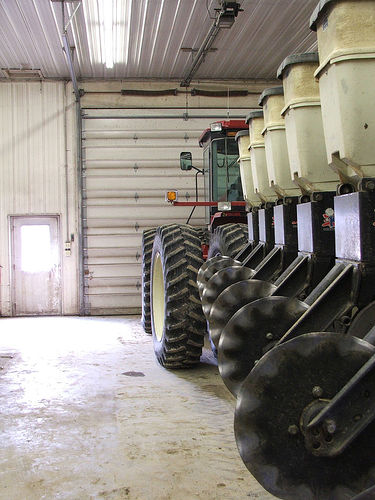
Semoir à disques.

Un semoir est une machine agricole employée pour réaliser les semis de graines. Les premiers semoirs sont apparus en Mésopotamie puis en Chine. En Europe, il fut inventé au XVIe siècle, l'utilisation en fut promue par Jethro Tull en 1700, puis Duhamel du Monceau en 1752 avec le Traité de la culture des terres.

## En agriculture
Les semoirs portés, semi-portés ou traînés (modèles selon le type de semoir et le type de parcelles) servent à semer les graines en lignes, à une profondeur réglable, avec une certaine densité, régulée par des organes de distribution. Ces trois points : largeur de l'interligne, profondeur, densité constituent les réglages de base du semoir. Ils sont dépendants de l'espèce et de la variété choisies, du contexte agronomique et climatique et des objectifs de l'agriculteur. Les céréales à paille sont généralement semées en lignes écartées d'environ 17 cm.
Un semoir est composé d'
- une trémie : réserve de graines,
- éventuellement un système de transfert, pneumatique ou mécanique,
- un système de distribution (dosage) : turbines et trappes ou roues à ergots ou cannelures (schéma) plus précises pour les semoirs multigraines, roues à préhension pneumatique pour les semoirs monograines,
- éventuellement de tubes de descente souvent télescopiques ou flexibles pour s'adapter au terrain,
- d'organes de mise en terre constitués par de petits socs ou des disques suspendus, rarement par de simples dents type cultivateur[5],
- de suspensions à ressorts déterminant une pression de terrage : chacun de ces éléments de mise en terre traite une ligne de semis et est suspendu de façon indépendante pour s'adapter au relief,
- d'organes de jalonnement (soit un traceur soit un GPS pour les plus récents) permettant de repérer les sillons déjà ensemencés.

### Semoirs à la volée
Autrefois le mot semoir désignait un sac de toile (ou un tablier à vaste poche) où le semeur puisait le grain qu'il semait à la volée.
On appelle aussi, parfois, « semoirs » les épandeurs à engrais. Certains épandeurs à dispositif d'épandage centrifuge sont équipés de limiteurs de débit facilitant leur usage comme semoirs à la volée, y compris pour les petites graines.

Dans le cas de semis à la volée, les graines doivent être enterrées par le passage d'un outil dont la profondeur de travail est homogène et contrôlée : herse, pulvériseur léger. Le résultat est bien plus difficile à assurer. Le semavator était un outil qui semait à la volée sous la terre projetée par un cultivateur rotatif.

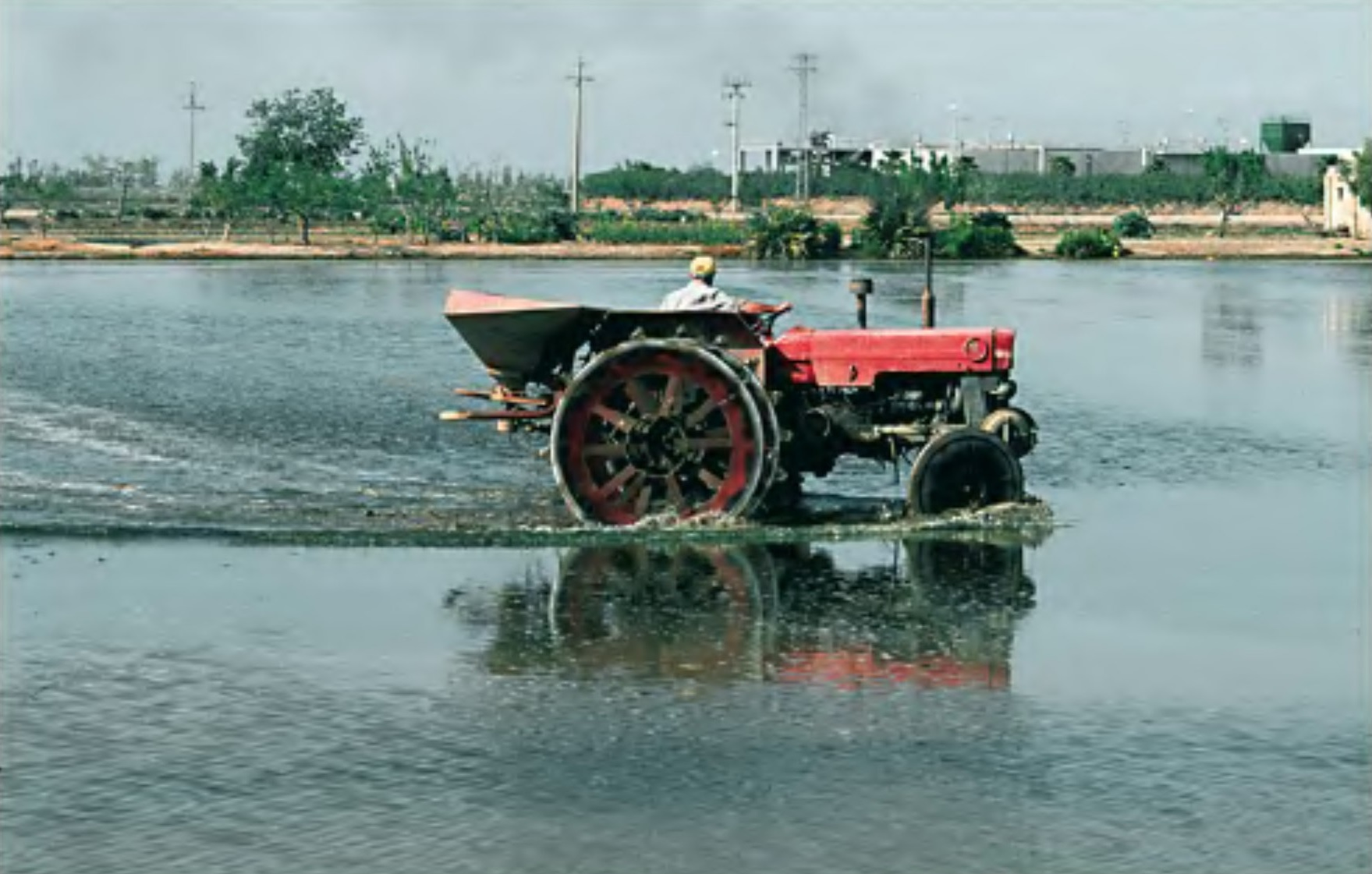
Semis de riz à la volée avec un appareil type « épandeur d'engrais ».

Il existe de petits semoirs électriques permettant le semis à la volée des petites graines utilisées en cultures intermédiaires. Peu encombrant, ils peuvent être placés à l'avant d'un tracteur, au-dessus d'un cultivateur, sur un quad…

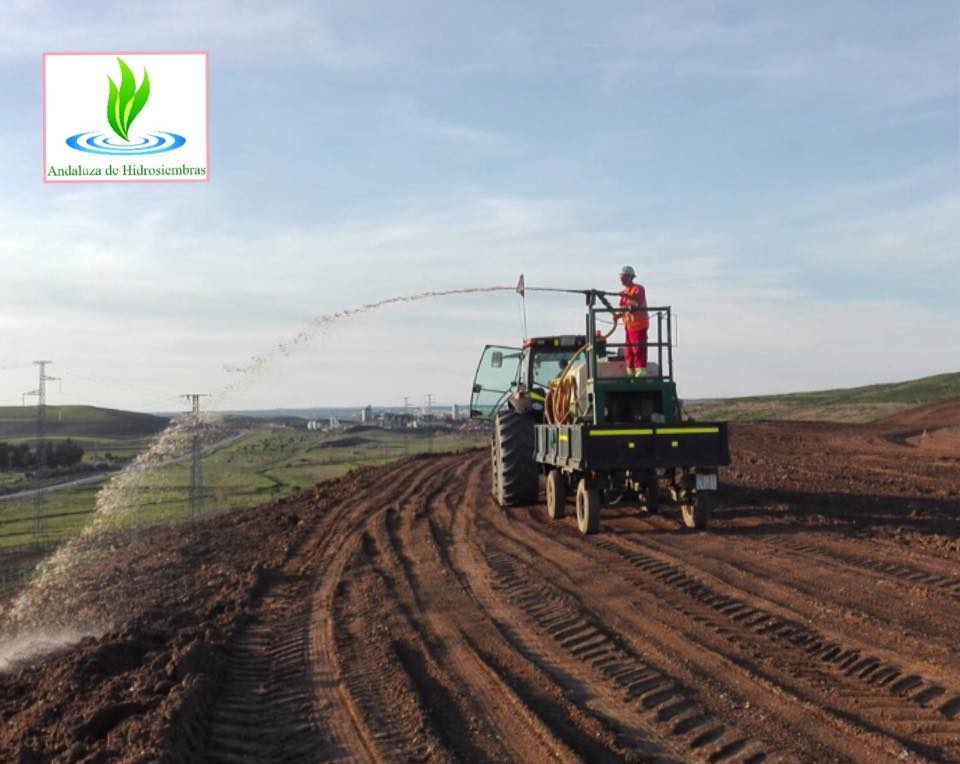
Semoir hydraulique.

Le semoir hydraulique (hydroseeder) est une forme particulière de semoir à la volée où les graines sont propulsées par un jet d'eau. Ils sont utilisés en espaces verts et pour le semis dans des endroits difficilement accessibles (talus, îlots, fortes pentes).

### Semoirs pour semis direct

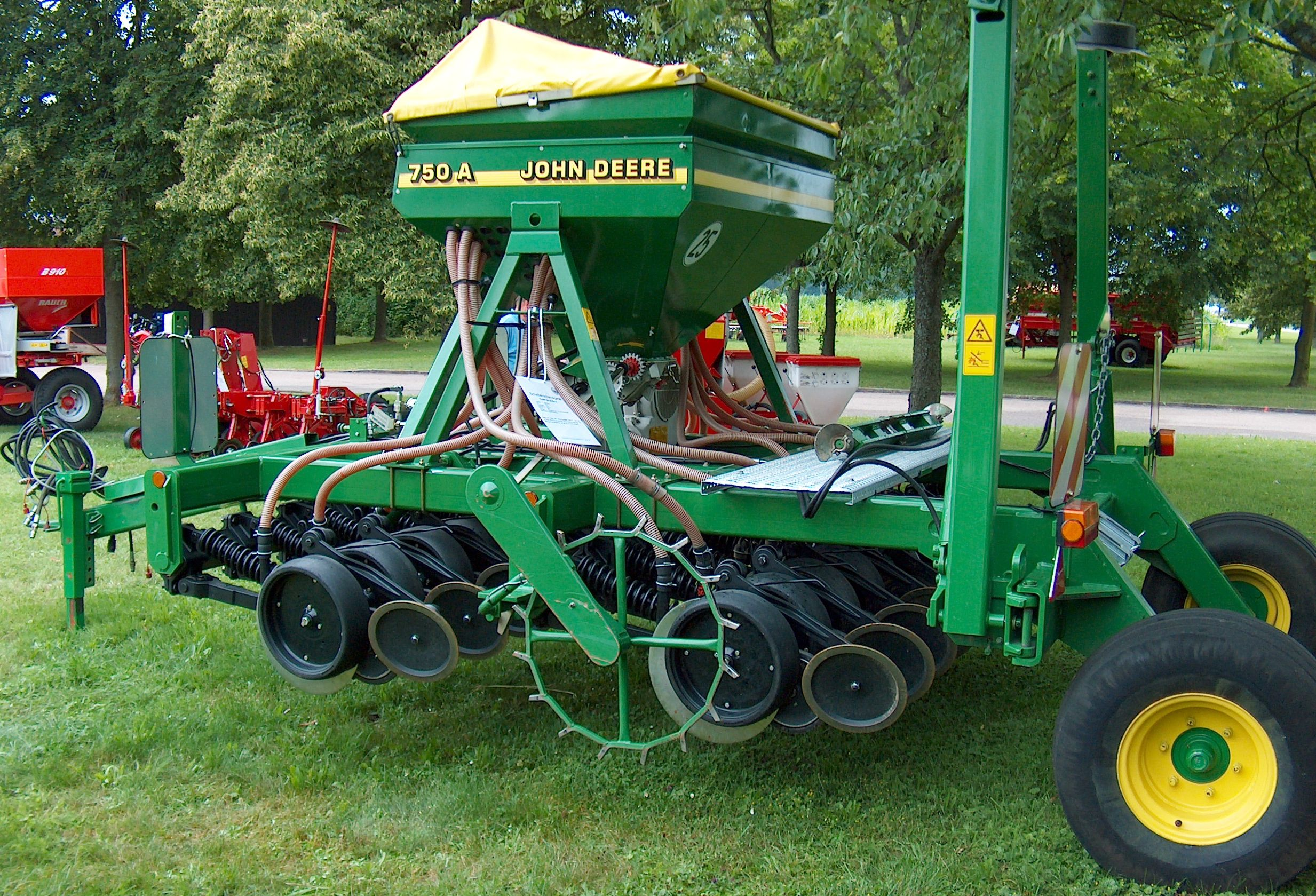
Semoir pour semis direct. Les gros ressorts assurent le terrage des éléments de semis.

Pour effectuer des semis direct sans labour dans le cas de technique culturale simplifiée, il existe différents modèles de semoirs spécifiques équipés d'organes spéciaux permettant d'enterrer les graines dans des conditions favorables. En particulier, chaque élément semeur doit disposer d'une pression au sol suffisante pour déposer la graine à la profondeur voulue. Ce sont donc des appareils plus lourds et robustes.

### Semoirs multigraines

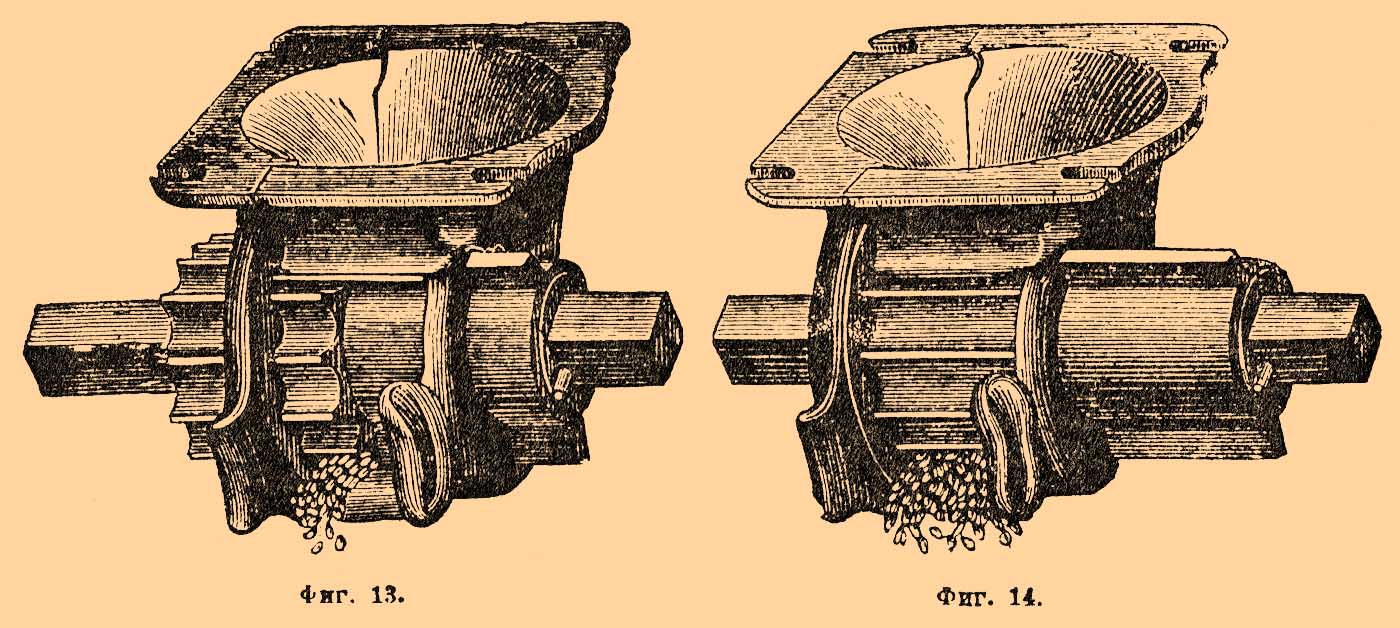
Schéma de roues à cannelures situées en fond de trémie, permettant de doser le débit de semences par déport de l'arbre d'entraînement.

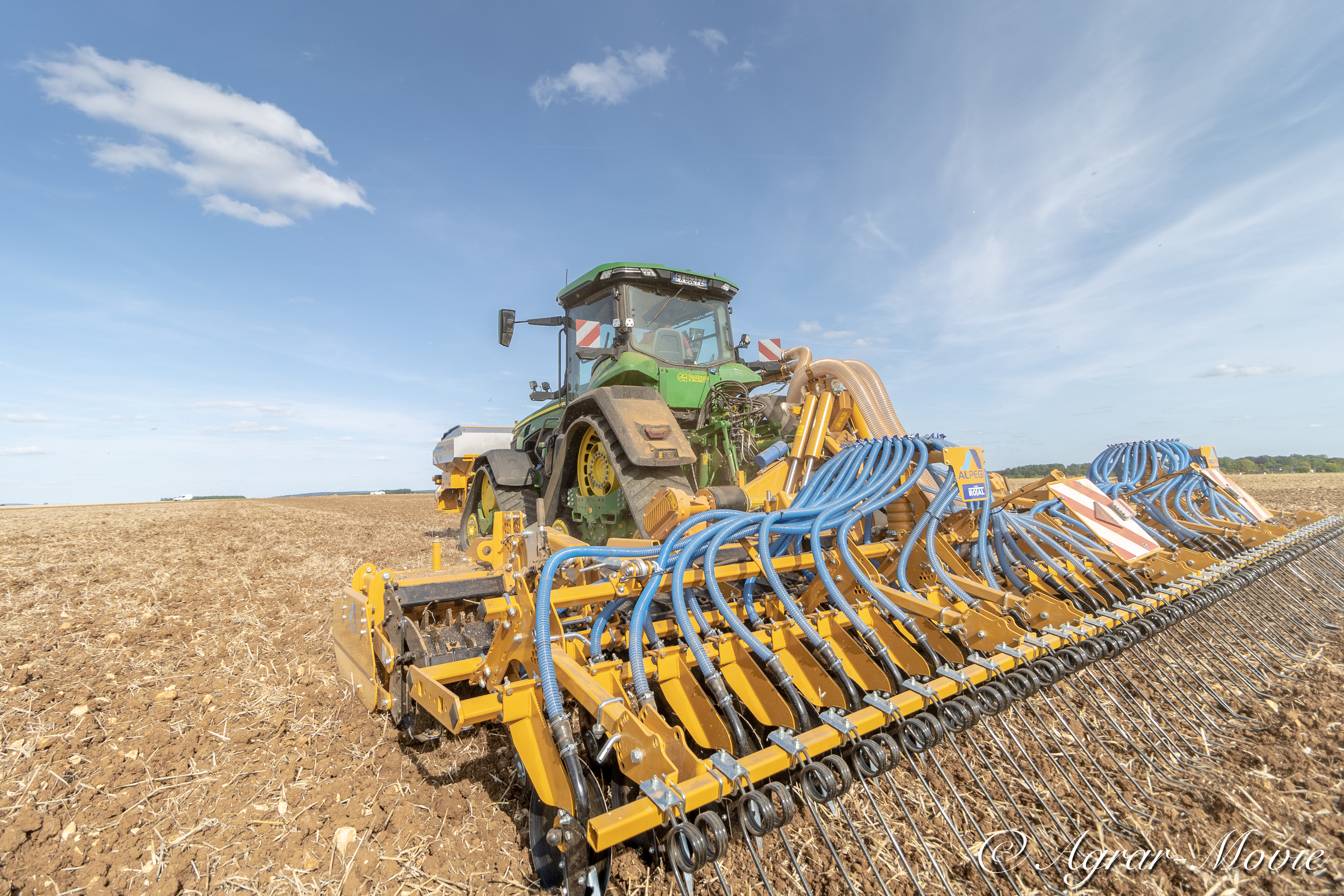
Combiné de semis à trémie frontale grande largeur sur tracteur équipé de chenilles delta.

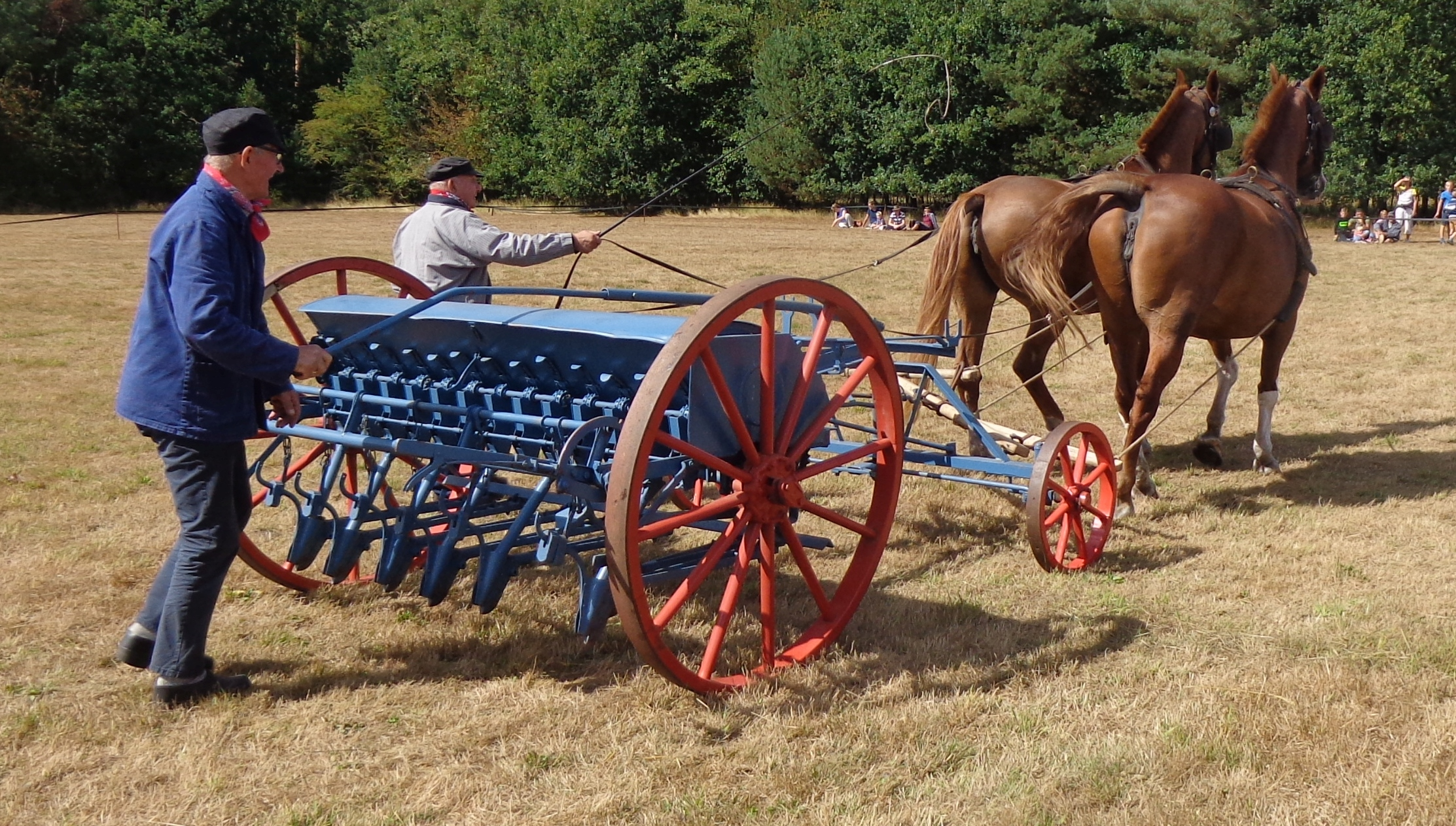
Semoir à socs (années 1930 ?).

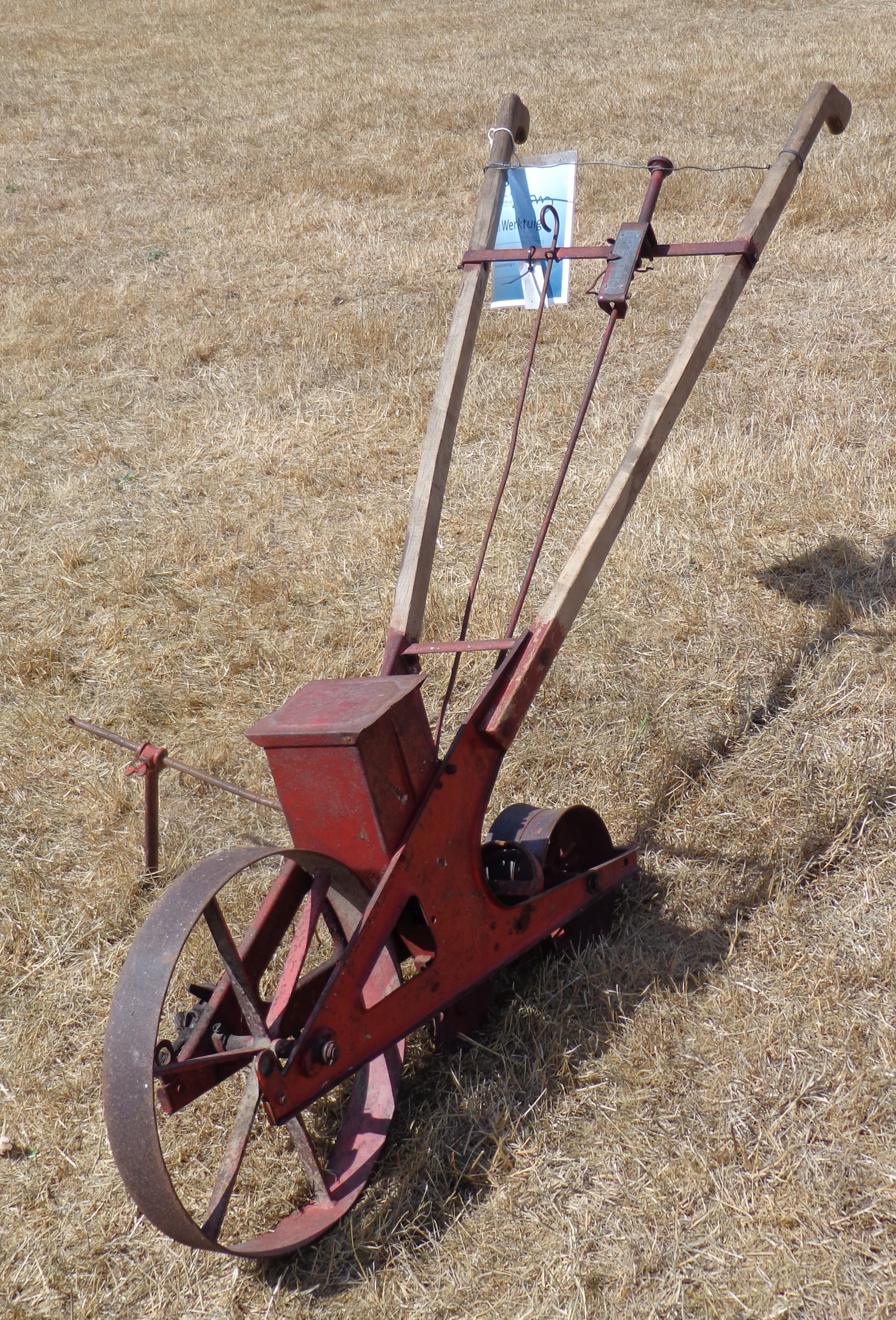
Semoir à bras, pour une seule ligne.

Les semoirs multigraines (appelés aussi semoirs en ligne ou semoirs à céréales) sont des outils à disques (disques tirés ou poussés, inclinés), à socs, à dents, ou à socs suivis d'un disque, permettant le semis régulier en lignes équidistantes et à profondeur uniforme de presque toutes les graines utilisées en grande culture. Le mode répartition peut être mécanique (par gravité) ou pneumatique (par flux d'air dans des tuyaux d'alimentation flexibles).

### Semoirs monograines
Pour des cultures d'entre-rang supérieur à 25 cm avec des plantes présentant un fort développement individuel (maïs, sorgho-grain, tournesol, betterave, féverole, soja, colza, chicorée...), on utilise un semoir monograines (ou semoir de précision) qui permet de disposer les graines une à une en ligne à un espacement régulier préalablement défini. La classification de ces semoirs tient compte du mode d'acheminement des graines entre les organes de distribution et les socs d'enterrage (distribution des graines par transfert mécanique ou le plus souvent pneumatique en raison de leur bonne adaptation à toute taille de graines). Les lignes de semis sont alors espacées de 40 à 80 cm. Ces semoirs ont permis de supprimer les opérations de repiquage (betteraves) et d'éclaircissage.

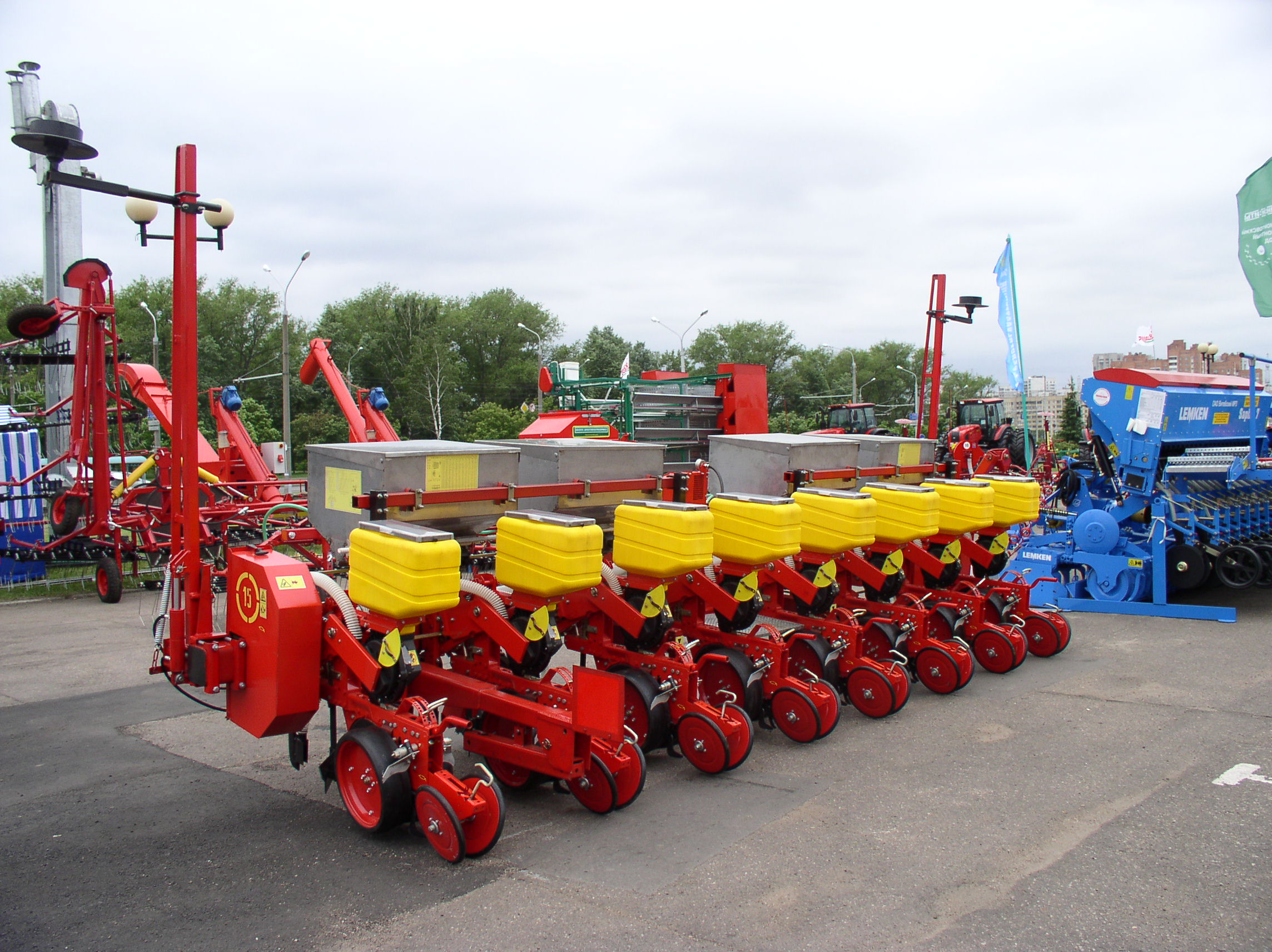
Semoir monograine : chaque élément comprend : la trémie (en jaune), les roues de terrage (cerclées de noir) cachant le disque ou soc entreur), le mécanisme de distribution, les roulettes de recouvrement et plombage des graines.

### Semoirs mixtes
Les semoirs mixtes permettent de semer des céréales et avec certaines modifications, des monograines.

### Combinés
Les semoirs sont souvent associés avec d'autres outils agricoles : cultivateurs, herses, dispositif de fertilisation ou de traitement, rouleaux-tasseurs.

## En jardinage et en maraîchage

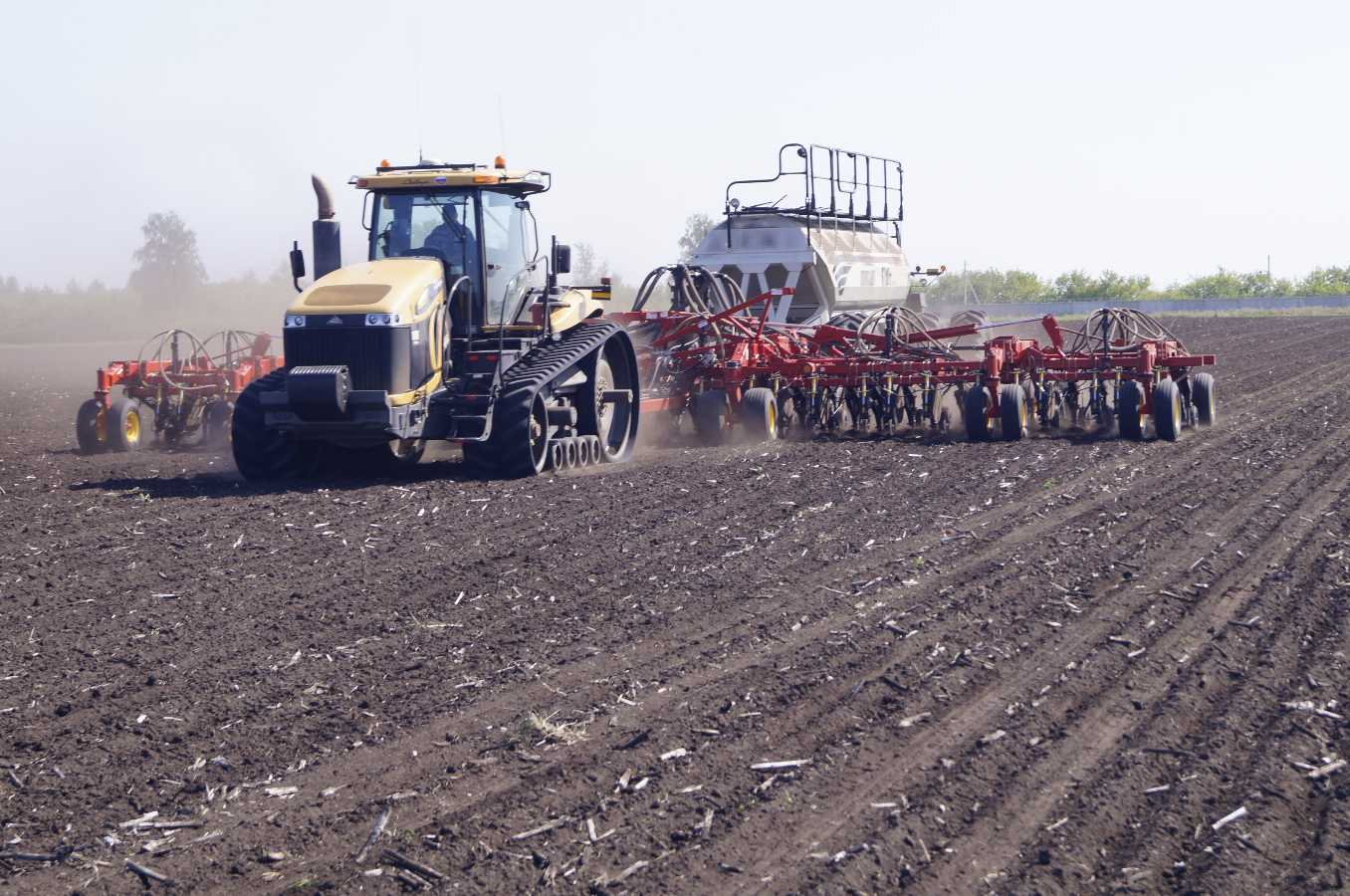
Tracteur à chenilles Challenger MT855C et semoir Bourgault.

Il existe de nombreux modèles de semoirs pour les petites surfaces : 
- certains sont à main, sous forme de seringue ou de poire  permettant de semer les petites graines avec une grande précision ;
- d'autres modèles sont équipés de roulettes et permettent de semer avec un espacement et une profondeur  régulière sur un rang ;
- les grandes exploitations maraîchères utilisent des semoirs semblables aux types agricoles précités mais avec des inter-rangs plus étroits (à partir de 5 cm) pour carottes, poireaux, oignons, persil, choux, radis, endives.